# Mennevret
Mennevret è un comune francese di 671 abitanti situato nel dipartimento dell'Aisne della regione dell'Alta Francia.

## Storia

### Simboli
Lo stemma è stato presentato il 26 gennaio 2024.

### Onorificenze
- Croix de guerre 1914-1918

## Società

### Evoluzione demografica
Abitanti censiti